# キラリ
『スポーツ・ドキュメント キラリ』は、朝日放送とイーストの共同制作により、テレビ朝日系列で1998年4月5日から1999年3月28日まで、毎週日曜 9:30 - 10:00 （日本標準時）に放送されていたスポーツドキュメンタリー番組である。

## 概要
毎回あるスポーツ選手とスポーツイベントにスポットを当て、そこで展開された様々な人間模様を描いていた番組。中村雅俊がナビゲーターを、窪田等がナレーターを務めていた（一部の回では杉本るみがナレーターを代行）。
1998年夏頃からは番組のオープニングで、チアリーダーによるパフォーマンスと番組タイトル「キラリ」の人文字表現が行われていた。

## 放送局
- 朝日放送をはじめとするテレビ朝日系列フルネット局24局
- テレビ山梨（TBS系列）
- 山陰放送（TBS系列）
- テレビ高知（TBS系列）
- 宮崎放送（TBS系列） - 後番組の『チャレンジ・夢・スポーツ』も引き続きネット。
- 富山テレビ（フジテレビ系列）

| 朝日放送制作・テレビ朝日系列 日曜9:30 - 10:00枠                | 朝日放送制作・テレビ朝日系列 日曜9:30 - 10:00枠                | 朝日放送制作・テレビ朝日系列 日曜9:30 - 10:00枠           |
| 前番組                                                         | 番組名                                                         | 次番組                                                    |
| -------------------------------------------------------------- | -------------------------------------------------------------- | --------------------------------------------------------- |
| 探検王国 そんなことアルマジロ （1996年4月7日 - 1998年3月29日） | スポーツ・ドキュメント キラリ （1998年4月5日 - 1999年3月28日） | チャレンジ・夢・スポーツ （1999年4月4日 - 1999年9月26日） |